# Univerzita vína
Univerzita vína též Vinařská univerzita, francouzsky plným názvem Université du vin, byla založena v roce 1978 se sídlem na zámku Suze-la-Rousse v obci stejného jména ve francouzském departementu Drôme v regionu Auvergne Rhône-Alpes.
Je to soukromá instituce vyššího vzdělávání připojená k rektorátu univerzity v Aix-en-Provence.
Nabízí širokou škálu vzdělávání týkající se odvětví vinařství s možností získání mezinárodního diplomu v oboru management, marketing a ekonomie vína, diplomu sommelier-poradce nebo postgraduálního titulu v oboru Právo pro révu a víno. Kromě toho organizuje konference, kongresy, výstavy a národní i mezinárodní semináře pro odborníky, zabývajícími se druhovými znaky a odrůdami révy vinné. Pořádá též školení a ochutnávky pro profesionální i amatérské zájemce. V prostorách univerzity, v Medicejském sále, je velká ampelografická sbírka.

## Historie
Zakladatelem Univerzity vína a jejím prvním prezidentem byl Jacques Mesnier, předseda Svazu vinařů oblasti Hautes Côtes du Rhône (údolí řeky Rhôny). Po akvizici neobydleného zámku v Suze-la-Rousse v roce 1977, spolu s Henri Michelem, náměskem primátora Suze a viceprezidentem generální rady Drôme uzavřeli dohodu o vytvoření Centra vína vybaveného degustačními místnostmi a laboratořemi enologie. Na základě tohoto projektu vznikla v roce 1978 na zámku Suze-la-Rousse Univerzita vína.

## Sídlo
Dominantou obce Suze-la-Rousse, je hrad se zdmi, v některých místech silnými až 30 metrů, s obrannými věžemi a hlubokými příkopy. Tato středověká tvrz byla ve 12. století v majetku knížat z Orange. Od roku 1426 patřila rodině La Baume-Suze, jejíž erb je umístěn nad vstupem. V 16. století, kdy zde sídlil Rostaing de la Baume de Suze, biskup Oranžský, vzniklo nádvoří obklopené ze tří stran renesančními budovami. V září 1564 zde pobývala Kateřina Medicejská a její syn Karel IX. . Na památku této návštěvy byl prostor s ampelografickou sbírkou pojmenován Medicejským sálem.
V roce 1797 přešel hrad do dědictví markýzy z Isnards, sestry posledního potomka z rodu La Baume-Suze. Jeho poslední majitelkou byla markýza de Bryas, která zemřela bez potomků v roce 1958 a odkázala ho na dobročinné účely. Pro vysoké náklady na údržbu přešel hrad v roce 1965 do majetku generální rady Drôme.

## Obory
Univerzita poskytuje zákonem schválené studium ukončené diplomy uznávanými na evropské a mezinárodní úrovni:
- Postgraduální studium v oboru Právo pro révu a víno (DESS)
- Prohlubující studium technologie pro management a marketing odvětví vína (diplom 2. cyklu)
- Management, marketing a ekonomika odvětví vína (diplom 3. cyklu)

V rámci ekonomiky nabízí dva typy školení:
- Diplom sommelier-poradce (20 absolventů ročně)
- Průběžné specializované školení

Například postgraduální studium (DESS) otevírá kariérní příležitosti ve vládních agenturách, právnických firmách zabývajících se vínem a jeho značením nebo v obchodních organizacích na evropské i mezinárodní úrovni.

## Vybavení

### Dokumentační středisko
Univerzita má dokumentační středisko a databanku pro své studenty a jejich učitele. Je k dispozici pro všechny profesionály z oblasti vinné révy a vína. Středisko obsahuje všechny dostupné údaje o vinařství, vinohradnictví, uvádění vín a lihovin na trh, různá jména a jejich historie atd. Jeho knihovna obsahuje 3 000 knih a nabízí možnost konzultovat on-line v 10 000 časopisech, které mají webové stránky.

### Degustační místnost
Nachází se symbolicky ve starobylé kapli zámku, jejíž barokní výzdobu tvoří tordované (kroucené) sloupy s andílky držícími trsy hroznů.

### Laboratoř enologie a zemědělství
Je známá pod zkratkou LACOA (Laboratoire Coopératif d'Œnologie et d'Agronomie) a analyzuje každý rok 900 000 hektolitrů vína. V roce 1987 zde vznikaly první počítačové mapy vinařských oblastí.

## Činnost a služby v oblasti vinařství
- zpracování počítačové mapy vinic s ohledem na specifické půdní a klimatické podmínky důležité pro pěstování a výrobu kvalitních vín
- organizace a konání mezinárodních symposií na téma Historie pěstování vinné révy a výroby vína od jeho počátků do současnosti (první symposium se konalo v květnu 1989 ve spolupráci s Université Lumière Lyon-II)
- podpora v rozvoji odvětví ekologického zemědělství a pěstování a výroby vína v bio kvalitě (spolupráce s Agrárními komorami departementů Vaucluse a Drôme a dobrovolnými vinaři na výrobě vína „Côtes du Rhône“ lisovaného z hroznů pocházejících z ekologického zemědělství).[3]

## Zajímavost
O Université du Vin v Suze-la-Rousse se zmiňuje spisovatel Peter Mayle v románu Podfuk jako víno (The Vintage Caper, 2009). Kurzy na této univerzitě navštěvovala literární postava vyšetřovatele pojišťovny, který dostal za úkol najít 500 láhví značkového vína ukradených z vinného sklepa jednoho zbohatlíka z Los Angeles.